# سردباد

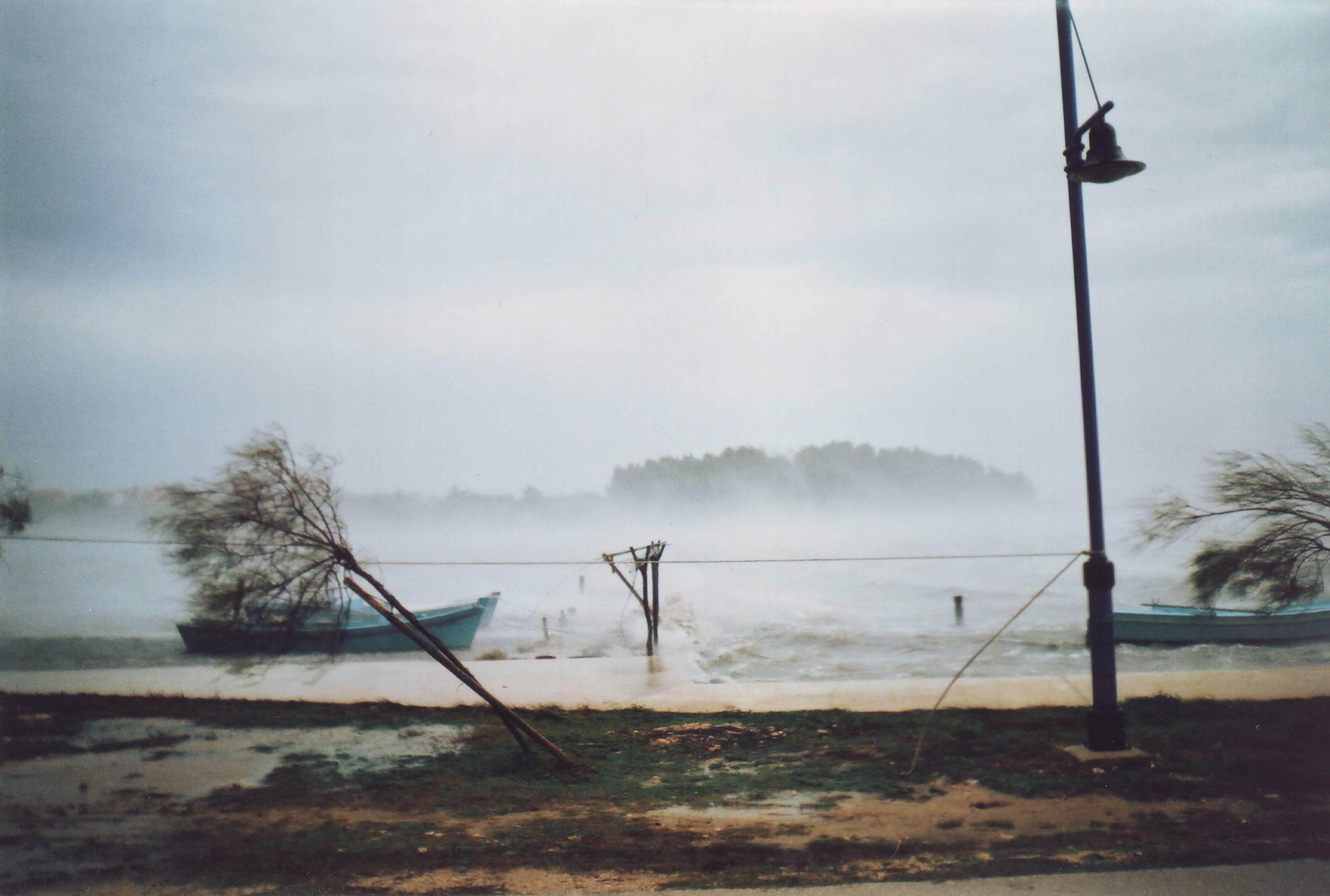
سردباد در کرانه‌های کرواسی.

سَردباد (در زبان‌های اروپایی: Bora) باد پایین‌رو خشک و بسیار سردی است که در دریای آدریاتیک، کرواسی، ایتالیا، یونان و ترکیه می‌وزد.
این باد از سوی شمال خاوری و در زمستان می‌وزد.
سردباد بر فراز فلات بالکان پدید می‌آید و از یک دیوارهٔ پرشیب با ارتفاع یک کیلومتر به سوی پایین فرومی‌وزد.